# Kepler-102
Kepler-102 is een ster in het sterrenbeeld Lier (Lyra). De ster heeft vijf bevestigde exoplaneten. De ster is een stuk kleiner dan de Zon en ligt op een afstand van 353 lichtjaar. 

## Planetenstelsel
Het planetenstelsel van de ster werd ontdekt door de Kepler-ruimtetelescoop van NASA en bevestigd in 2014. De vijf planeten werden bevestigd door middel van transitiefotometrie.
| Planeet | Massa         | Halve lange as (AE) | Omlooptijd (dagen) | Excentriciteit | Straal  |
| ------- | ------------- | ------------------- | ------------------ | -------------- | ------- |
| b       | 0,41 ± 1,6 M⊕ | 0,055               | 5,29               | —              | 0,47 R⊕ |
| c       | <3,0 M⊕       | 0,067               | 7,07               | —              | 0,58 R⊕ |
| d       | 3,80 ± 1,8 M⊕ | 0,086               | 10,31              | —              | 1,18 R⊕ |
| e       | 8,9 ± 2,0 M⊕  | 0,116               | 16,15              | —              | 2,22 R⊕ |
| f       | 0,62 ± 3,3 M⊕ | 0,165               | 27,45              | —              | 0,88 R⊕ |